# Siegfried Fricke
Siegfried Fricke (født 19. november 1954 i Bralorne, Canada) er en tysk tidligere roer.
Ved OL 1976 i Montreal vandt Fricke (sammen med Hans-Johann Färber, Ralph Kubail, Peter Niehusen og styrmand Hartmut Wenzel) en bronzemedalje for Vesttyskland i disciplinen firer med styrmand. Sovjetunionen og Østtyskland vandt guld og sølv. Det var hans eneste OL-deltagelse.

## OL-medaljer
- 1976:  Bronze i firer med styrmand